# Megalochlamys
Megalochlamys, biljni rod iz porodice primogovki smješten u tribus Justicieae, dio potporodice Acanthoideae. Sastoji se od 10 vrsta polugrmova iz tropske Afrike i juga Arapskog poluotoka . Opisan je u Bot. Jahrb. Syst. 26: 345. 1899..

## Opis
Grmlje ili polugrmovi. Cvat vršni klas; brakteje ponekad velike sa srcolikim dnom; brakteole 2. Čaška aktinomorfna; režnjeva 5, ± linearni. Vjenčić s dvije usne, svijetlo ili blijedoplav; gornja usna ± cijela; donja usna 3-fidna. Plodnih prašnika 2,; prašnici 2-tekusni. Ovarij s 1-2 ovula po lokulusu. Kapsula subsferična. Sjemenke spljoštene, nose na retinakulu.

## Vrste
1. Megalochlamys hamata (Klotzsch) Vollesen
2. Megalochlamys kenyensis Vollesen
3. Megalochlamys linifolia (Lindau) Lindau
4. Megalochlamys marlothii (Engl.) Lindau, tip.
5. Megalochlamys ogadenensis Vollesen
6. Megalochlamys revoluta (Lindau) Vollesen
7. Megalochlamys tanaensis Vollesen
8. Megalochlamys tanzaniensis Vollesen
9. Megalochlamys trinervia Vollesen
10. Megalochlamys violacea (Vahl) Vollesen